# Richard H. Bayard
Richard H. Bayard (Wilmington, 1796. szeptember 26. – Philadelphia, 1868. március 4.) az Amerikai Egyesült Államok szenátora Delaware államban először  1836 és 1839-, majd  1841 és 1845 között.